# Цилько, Владимир Генрихович
Владимир Генрихович Цилько (род. 24 июля 1960, Баку, Азербайджанская ССР, СССР) — российский военачальник, генерал-лейтенант, начальник кафедры военного управления Военной академии Генерального штаба Вооружённых сил Российской Федерации.

## Образование
- Московское высшее общевойсковое командное училище имени Верховного Совета РСФСР(1981)
- Военная академия имени М. В. Фрунзе (1993)
- Военная академия Генерального штаба Вооружённых Сил Российской Федерации (2004)

## Военная служба
С 1981 по 2004 год проходил службу на различных должностях в Вооружённых Силах СССР и Российской Федерации в Ленинградском, Забайкальском и Сибирском военных округах.
С 2004 по 2005 год — командир 138-й отдельной гвардейской мотострелковой Красносельской бригады Ленинградского военного округа.
Воинское звание генерал-майор присвоено в 2005 году.
С 2005 по 2007 год — командир 131-й отдельной мотострелковой Лозовской дивизии Сибирского военного округа.
С 2007 по 2009 год — начальник штаба — первый заместитель командующего 41-й общевойсковой армией Сибирского военного округа.
С 2009 по 2012 год — командующий 36-й общевойсковой армией Восточного военного округа.
С 2012 по 2017 год — заместитель командующего войсками Восточного военного округа.
Указом Президента РФ № 556 от 12 июня 2013 года присвоено воинское звание «генерал-лейтенант».
Командовал российскими военнослужащими во время проведения совместных российско-индийских учениях «Индра-2016» в Приморском крае.
С 2017 года — начальник кафедры военного управления Военной академии Генерального штаба Вооружённых сил Российской Федерации.
Женат, воспитывает двоих детей.

## Награды
- Орден «За военные заслуги»[9]
- Медаль Жукова[9]
- Медаль «За боевые заслуги»[9]
- Юбилейная медаль «50 лет Победы в Великой Отечественной войне 1941—1945 гг.»[9]
- Юбилейная медаль «70 лет Вооружённых Сил СССР»[9]
- Ведомственные награды Министерства обороны Российской Федерации[9]